# Die Schlagerpiloten/Diskografie
Diese Diskografie ist eine Übersicht über die musikalischen Werke der deutschen Schlagerband Die Schlagerpiloten. Ihre erfolgreichste Veröffentlichung ist das fünfte Studioalbum Rio, welches in Deutschland zum Nummer-eins-Erfolg avancierte.

## Alben

### Studioalben
| Jahr | Titel Musiklabel                   | Höchstplatzierung, Gesamtwochen, AuszeichnungChartplatzierungen (Jahr, Titel, Musiklabel, Platzierungen, Wochen, Auszeichnungen, Anmerkungen) | Höchstplatzierung, Gesamtwochen, AuszeichnungChartplatzierungen (Jahr, Titel, Musiklabel, Platzierungen, Wochen, Auszeichnungen, Anmerkungen) | Höchstplatzierung, Gesamtwochen, AuszeichnungChartplatzierungen (Jahr, Titel, Musiklabel, Platzierungen, Wochen, Auszeichnungen, Anmerkungen) | Anmerkungen                          |
| Jahr | Titel Musiklabel                   | DE | AT | CH | Anmerkungen                          |
| ---- | ---------------------------------- | --- | --- | --- | ------------------------------------ |
| 2019 | Lass uns fliegen Telamo (WMG)      | DE3 (16 Wo.)DE | AT11 (2 Wo.)AT | CH14 (3 Wo.)CH | Erstveröffentlichung: 19. April 2019 |
| 2020 | Santo Domingo Telamo (WMG)         | DE2 (25 Wo.)DE | AT3 (5 Wo.)AT | CH6 (9 Wo.)CH | Erstveröffentlichung: 17. April 2020 |
| 2021 | Blue Hawaii Telamo (WMG)           | DE2 (8 Wo.)DE | AT8 (4 Wo.)AT | CH3 (5 Wo.)CH | Erstveröffentlichung: 30. Juli 2021  |
| 2022 | Sommer-Sonnen-Feeling Telamo (WMG) | DE3 (7 Wo.)DE | AT8 (2 Wo.)AT | CH14 (5 Wo.)CH | Erstveröffentlichung: 24. Juni 2022  |
| 2023 | Rio Telamo (WMG)                   | DE1 (4 Wo.)DE | AT4 (1 Wo.)AT | CH6 (2 Wo.)CH | Erstveröffentlichung: 4. August 2023 |
| 2024 | Bonita Telamo (WMG)                | DE3 (1 Wo.)DE | AT11 (1 Wo.)AT | CH9 (1 Wo.)CH | Erstveröffentlichung: 2. August 2024 |

### Kompilationen
| Jahr | Titel Musiklabel                                             | Höchstplatzierung, Gesamtwochen, AuszeichnungChartplatzierungen (Jahr, Titel, Musiklabel, Platzierungen, Wochen, Auszeichnungen, Anmerkungen) | Höchstplatzierung, Gesamtwochen, AuszeichnungChartplatzierungen (Jahr, Titel, Musiklabel, Platzierungen, Wochen, Auszeichnungen, Anmerkungen) | Höchstplatzierung, Gesamtwochen, AuszeichnungChartplatzierungen (Jahr, Titel, Musiklabel, Platzierungen, Wochen, Auszeichnungen, Anmerkungen) | Anmerkungen                            |
| Jahr | Titel Musiklabel                                             | DE | AT | CH | Anmerkungen                            |
| ---- | ------------------------------------------------------------ | --- | --- | --- | -------------------------------------- |
| 2021 | Lady Jamaika – Die schönsten Lieder des Sommers Telamo (WMG) | DE5 (8 Wo.)DE | AT45 (1 Wo.)AT | CH46 (1 Wo.)CH | Erstveröffentlichung: 19. März 2021    |
| 2022 | Durchstarten ins Glück – das Beste Telamo (WMG)              | DE6 (2 Wo.)DE | AT34 (2 Wo.)AT | CH68 (1 Wo.)CH | Erstveröffentlichung: 18. März 2022    |
| 2023 | Das Beste Telamo (WMG)                                       | DE5 (3 Wo.)DE | AT5 (1 Wo.)AT | CH52 (1 Wo.)CH | Erstveröffentlichung: 17. Februar 2023 |

### Weihnachtsalben
| Jahr | Titel Musiklabel                        | Höchstplatzierung, Gesamtwochen, AuszeichnungChartplatzierungen (Jahr, Titel, Musiklabel, Platzierungen, Wochen, Auszeichnungen, Anmerkungen) | Höchstplatzierung, Gesamtwochen, AuszeichnungChartplatzierungen (Jahr, Titel, Musiklabel, Platzierungen, Wochen, Auszeichnungen, Anmerkungen) | Höchstplatzierung, Gesamtwochen, AuszeichnungChartplatzierungen (Jahr, Titel, Musiklabel, Platzierungen, Wochen, Auszeichnungen, Anmerkungen) | Anmerkungen                             |
| Jahr | Titel Musiklabel                        | DE | AT | CH | Anmerkungen                             |
| ---- | --------------------------------------- | --- | --- | --- | --------------------------------------- |
| 2021 | Weihnachten das ganze Jahr Telamo (WMG) | DE13 (2 Wo.)DE | AT21 (1 Wo.)AT | CH34 (1 Wo.)CH | Erstveröffentlichung: 19. November 2021 |

## Singles
| Jahr | Titel Album                                                | Anmerkungen                                                      |
| ---- | ---------------------------------------------------------- | ---------------------------------------------------------------- |
| 2019 | Lass mich der Captain deines Herzens sein Lass uns fliegen | Erstveröffentlichung: 4. Januar 2019                             |
| 2019 | Ich schick dir einen Ballon Lass uns fliegen               | Erstveröffentlichung: 5. April 2019                              |
| 2019 | Wintermärchen Lass uns fliegen – Das Beste                 | Erstveröffentlichung: 13. Dezember 2019                          |
| 2020 | Ein Riesenherz Santo Domingo                               | Erstveröffentlichung: 17. Januar 2020                            |
| 2020 | Die Sterne von Santo Domingo Santo Domingo                 | Erstveröffentlichung: 28. Februar 2020                           |
| 2020 | Am Airport der Liebe Santo Domingo (Deluxe Edition)        | Erstveröffentlichung: 16. Oktober 2020                           |
| 2021 | Aloha Blue Hawaii                                          | Erstveröffentlichung: 21. Mai 2021                               |
| 2021 | Blue Hawaii                                                | Erstveröffentlichung: 2. Juli 2021                               |
| 2021 | Weihnachten das ganze Jahr                                 | Erstveröffentlichung: 5. November 2021                           |
| 2022 | Sommer-Sonnen-Feeling                                      | Erstveröffentlichung: 3. Juni 2022                               |
| 2023 | Kilimandscharo Das Beste                                   | Erstveröffentlichung: 20. Januar 2023                            |
| 2023 | Paris Rio                                                  | Erstveröffentlichung: 7. April 2023                              |
| 2023 | Es war in Wuppertal Rio                                    | Erstveröffentlichung: 23. Juni 2023                              |
| 2023 | Rio                                                        | Erstveröffentlichung: 28. Juli 2023                              |
| 2023 | Rio-Hitmix Rio                                             | Erstveröffentlichung: 28. Juli 2023                              |
| 2023 | Cayo Coco Rio (Deluxe Edition)                             | Erstveröffentlichung: 20. Oktober 2023 feat. Vincent Gross       |
| 2024 | Was heißt das schon Bonita                                 | Erstveröffentlichung: 26. April 2024                             |
| 2024 | Playa Bonita Bonita                                        | Erstveröffentlichung: 19. Juli 2024                              |
| 2024 | Ramona –                                                   | Erstveröffentlichung: 11. Oktober 2024 Original: Dolores del Río |
| 2025 | Echte Liebesbriefe –                                       | Erstveröffentlichung: 6. Juni 2025                               |
| 2025 | Braungebrannte Haut –                                      | Erstveröffentlichung: 4. Juli 2025 feat. Ramona Martiness        |
| 2025 | Wenn es heut nacht passiert –                              | Erstveröffentlichung: 18. Juli 2025                              |
| 2025 | Flieg mit mir in die Ferne –                               | Erstveröffentlichung: 1. August 2025                             |

## Videoalben und Musikvideos

### Videoalben
| Jahr | Titel Musiklabel              | Höchstplatzierung, Gesamtwochen, AuszeichnungChartplatzierungen (Jahr, Titel, Musiklabel, Platzierungen, Wochen, Auszeichnungen, Anmerkungen) | Höchstplatzierung, Gesamtwochen, AuszeichnungChartplatzierungen (Jahr, Titel, Musiklabel, Platzierungen, Wochen, Auszeichnungen, Anmerkungen) | Höchstplatzierung, Gesamtwochen, AuszeichnungChartplatzierungen (Jahr, Titel, Musiklabel, Platzierungen, Wochen, Auszeichnungen, Anmerkungen) | Anmerkungen                                                                           |
| Jahr | Titel Musiklabel              | DE | AT | CH | Anmerkungen                                                                           |
| ---- | ----------------------------- | --- | --- | --- | ------------------------------------------------------------------------------------- |
| 2019 | Lass uns fliegen Telamo (WMG) | DE*DE | AT1 (1 Wo.)AT | CH2 (1 Wo.)CH | Erstveröffentlichung: 19. April 2019 * Verkäufe werden dem Studioalbum hinzuaddiert   |
| 2020 | Santo Domingo Telamo (WMG)    | DE*DE | AT1 (2 Wo.)AT | CH5 (1 Wo.)CH | Erstveröffentlichung: 17. April 2020 * Verkäufe werden dem Studioalbum hinzuaddiert   |
| 2021 | Blue Hawaii Telamo (WMG)      | DE*DE | AT3 (1 Wo.)AT | CH*CH | Erstveröffentlichung: 30. Juli 2021 * Verkäufe werden dem Studioalbum hinzuaddiert    |
| 2023 | Das Beste Telamo (WMG)        | DE*DE | AT*AT | CH*CH | Erstveröffentlichung: 17. Februar 2023 * Verkäufe werden der Kompilation hinzuaddiert |
| 2023 | Rio Telamo (WMG)              | DE*DE | AT*AT | CH*CH | Erstveröffentlichung: 4. August 2023 * Verkäufe werden dem Studioalbum hinzuaddiert   |

### Musikvideos
| Jahr | Titel                                     |
| ---- | ----------------------------------------- |
| 2018 | Lass mich der Captain deines Herzens sein |
| 2019 | Ich schick dir einen Ballon               |
| 2019 | Lass uns fliegen                          |
| 2019 | Heartbreak Airlines                       |
| 2020 | Die goldenen Sterne von Bali              |
| 2020 | Die Sterne von Santo Domingo              |
| 2020 | Lady Jamaika                              |
| 2020 | Bora Bora                                 |
| 2020 | Am Airport der Liebe                      |
| 2020 | Kein Plan B                               |
| 2021 | Der Himmel in deinen Armen                |
| 2021 | Aloha                                     |
| 2021 | Blue Hawaii                               |
| 2021 | Oh mi Amor                                |
| 2021 | Weihnachten das ganze Jahr                |
| 2022 | Sommer-Sonnen-Feeling                     |
| 2023 | Kilimandscharo                            |
| 2023 | Olé Olé Olé                               |
| 2023 | Bella Donna                               |
| 2023 | Paris                                     |
| 2023 | Es war in Wuppertal                       |
| 2023 | Rio                                       |
| 2023 | Rio-Hitmix                                |
| 2023 | Cayo Coco                                 |
| 2024 | Was heißt das schon                       |
| 2024 | Playa Bonita                              |
| 2024 | Verloren                                  |
| 2025 | Echte Liebesbriefe                        |
| 2025 | Braungebrannte Haut                       |
| 2025 | Wenn es heut nacht passiert               |
| 2025 | Flieg mit mir in die Ferne                |

## Promoveröffentlichungen
| Jahr | Titel Album                                               | Anmerkungen                             |
| ---- | --------------------------------------------------------- | --------------------------------------- |
| 2019 | Alles das bist Du Lass uns fliegen                        | Erstveröffentlichung: 6. September 2019 |
| 2020 | Lady Jamaika Santo Domingo                                | Erstveröffentlichung: 17. April 2020    |
| 2021 | Der Himmel in deinen Armen Santo Domingo (Deluxe Edition) | Erstveröffentlichung: 29. Januar 2021   |

## Sonderveröffentlichungen

### Lieder
| Jahr | Titel Album                                                                          | Anmerkungen                                                                                               |
| ---- | ------------------------------------------------------------------------------------ | --- |
| 2019 | Go West Die große Schlager Hitparade 2019/2020 (Sampler)                             | Erstveröffentlichung: 27. September 2019 Sascha Heyna feat. Die Schlagerpiloten; Original: Village People |
| 2021 | Hit-Medley Schlager-Spaß mit Andy Borg – Die Zweite – Meine Lieblingslieder im Duett | Erstveröffentlichung: 2. April 2021 Andy Borg mit Die Schlagerpiloten                                     |

| Jahr | Titel Album                                    | Anmerkungen                                                                                               |
| ---- | ---------------------------------------------- | --- |
| 2019 | Go West Die große Schlager Hitparade 2019/2020 | Erstveröffentlichung: 27. September 2019 Sascha Heyna feat. Die Schlagerpiloten; Original: Village People |

### Videoalben
| Jahr | Titel Musiklabel                                      | Anmerkungen |
| ---- | ----------------------------------------------------- | --- |
| 2019 | Live von der Schlagernacht in Weiss 2018 Telamo (WMG) | Erstveröffentlichung: 27. September 2019 Teil von Lass uns fliegen – Das Beste, einer erweiterten Fassung von Lass uns fliegen |

## Statistik

### Chartauswertung
|                     | DE     | AT     | CH     |
| ------------------- | ------ | ------ | ------ |
| Nummer-eins-Alben   | DE1DE  | AT—AT  | CH—CH  |
| Top-10-Alben        | DE9DE  | AT5AT  | CH4CH  |
| Alben in den Charts | DE10DE | AT10AT | CH10CH |

|                          | DE    | AT    | CH    |
| ------------------------ | ----- | ----- | ----- |
| Nummer-eins-Videoalben   | DE—DE | AT2AT | CH—CH |
| Top-10-Videoalben        | DE—DE | AT3AT | CH2CH |
| Videoalben in den Charts | DE—DE | AT3AT | CH2CH |